# 小行星3389
小行星3389（3389 Sinzot）是一颗围绕太阳公转的小行星。1984年2月25日，亨利·德波鸿诺在拉西拉天文台发现了此天体。
这颗小行星的绝对星等为268.4083374342603等。